# Corpus Hermeticum

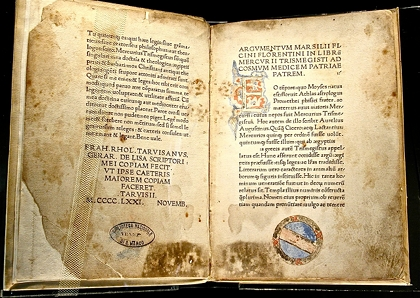
Corpus Hermeticum: eerste Latijnse editie. De collectie werd vertaald door Marsilio Ficino in 1463, en gedrukt in 1471.

Het Corpus Hermeticum ('hermetische corpus'; ook bekend onder de titels Pimander en Poimandres) is een verzameling van zeventien esoterische traktaten in het Grieks uit het Egypte van de 2e en 3e eeuw. Deze verzameling werd toegeschreven aan de legendarische Hermes Trismegistus. In de traktaten wordt zogenaamd oude wijsheid geopenbaard door een god, Hermes en zijn volgelingen. Die wijsheid is een mengeling van religieuze en filosofische denkbeelden en moet leiden tot het verkrijgen van gnosis (intuïtieve, goddelijke kennis) en verlossing.
De traktaten van het Corpus zijn onafhankelijk van elkaar geschreven door verschillende auteurs en bevatten daardoor verschillen in visie en stijl. Vaak zijn de teksten dialogen waarin een leermeester oeroude, geheime kennis met een ingewijde deelt, zodat die zich ontworstelt aan het moeilijke aardse bestaan en in contact komt met het goddelijke.
In zijn huidige vorm ontstond het Corpus in het Byzantijnse rijk, maar het was geheel onbekend in het middeleeuwse westelijk Europa en in de Arabische wereld. De neoplatonist Marsilio Ficino maakte in 1463 de eerste Latijnse vertaling. Hij veronderstelde dat het Corpus verschillende filosofen en religies, van het jodendom tot Plato, had beïnvloed. Het Corpus werd daardoor populair. Nadat in 1614 werd aangetoond dat het uit de Romeinse keizertijd stamde, verminderde de belangstelling, al bleef het Corpus populair in theosofische kringen.

## Personages

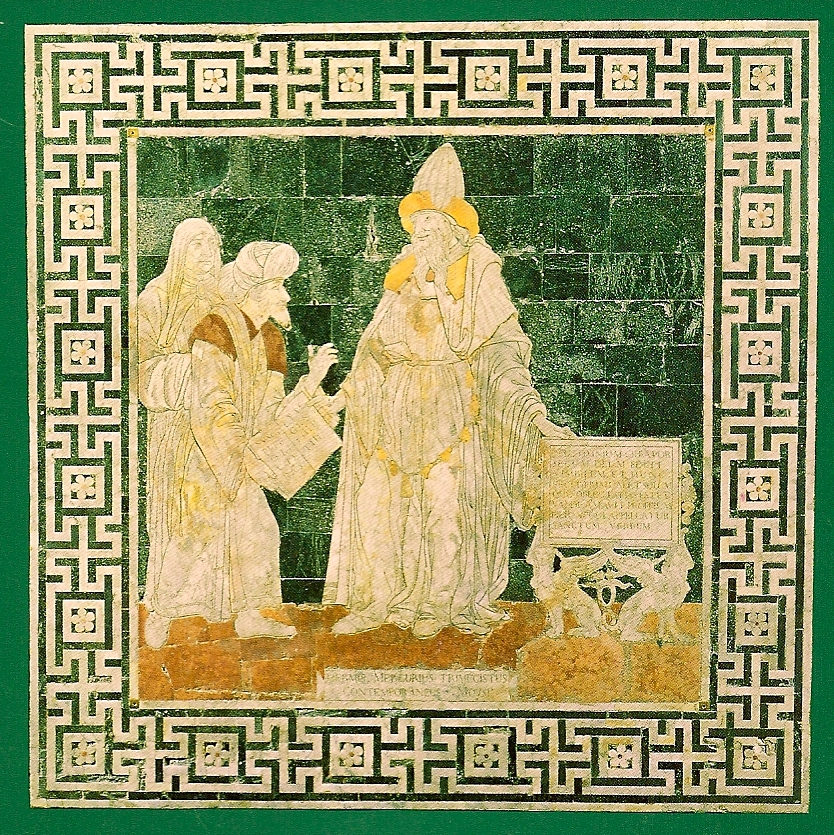
De legendarische Hermes Trismegistus, vermeende tijdgenoot van Mozes en inspiratiebron voor wijsgeren als Pythagoras en Plato. Hij gold als auteur van de hermetica.

In de traktaten van het Corpus Hermeticum komen diverse personages voor. Sommige zijn duidelijker uitgewerkt en komen veel vaker voor dan andere.

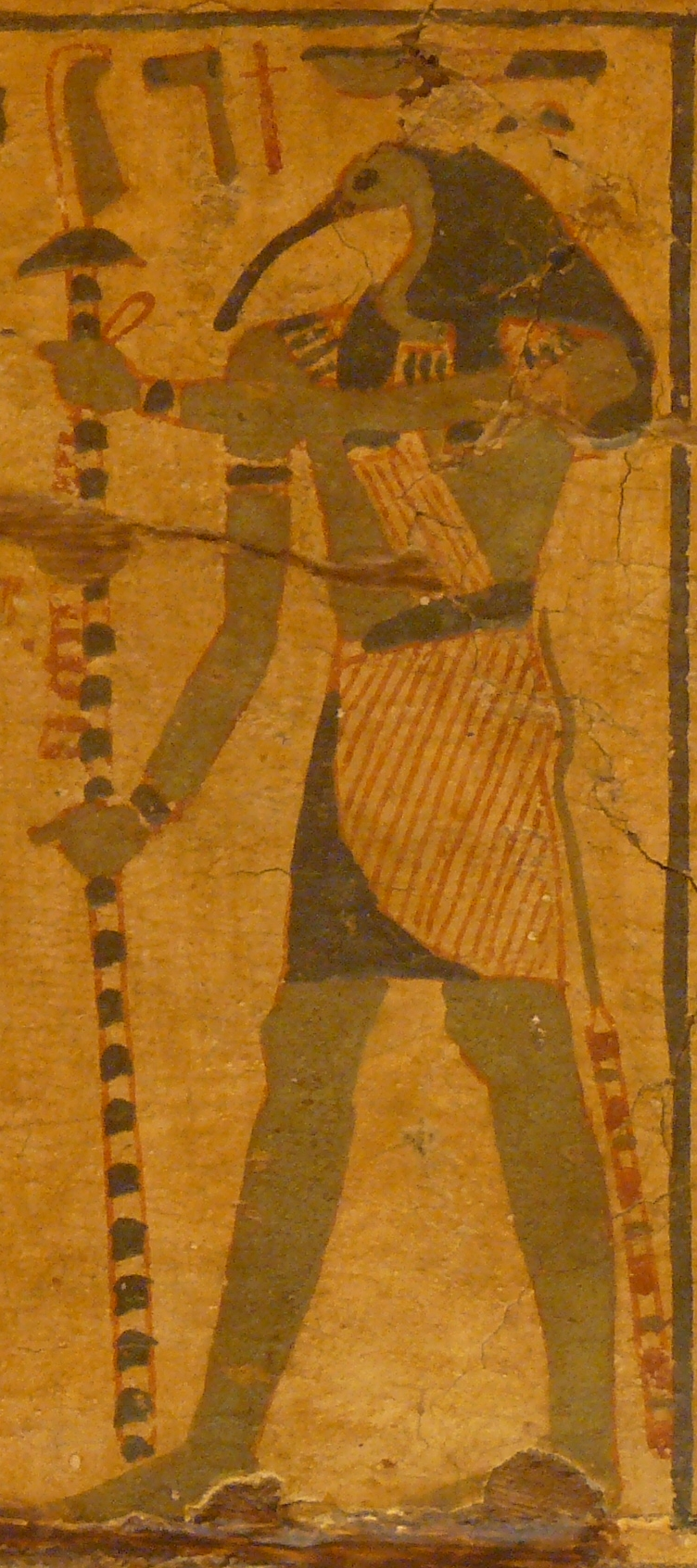
De Egyptische god Thoth met de ibiskop. Door syncretisme is uit hem en de Griekse Hermes de laat-klassieke Hermes Trismegistus ontstaan. Tevens is van zijn naam Tat afgeleid.

- Hermes Trismegistus is de hoofdfiguur binnen het hermetisme. Hij is gebaseerd op de Egyptische god Thoth, die kunst en wetenschap aan de mens zou hebben gegeven. Hij was populair in de Ptolemeïsche periode en werd door de Grieken gelijkgesteld met Hermes. Trismegistus betekent 'driemaal grootste' en was een titel van Thoth. In het Corpus wordt Hermes Trismegistus niet langer voorgesteld als god, maar als mens met goddelijke kennis.
- Asclepius wordt in totaal twintig keer genoemd in traktaten (C.H.) II, VI, IX en X. Deze figuur gaat terug op de vergoddelijkte Egyptenaar Imhotep, die onderlegd zou zijn in onder andere geneeskunde, schrijfkunst en astrologie. In de loop der tijd werd hij beschouwd als zoon van de god Ptah en peetzoon van Thoth. Door de Grieken werd hij gelijkgesteld aan de helersgod Asclepius, die in de hellenistische tijd een populaire cultus had.
- Tat is de zoon van Hermes Trismegistus. Tat is afgeleid van Thoth. De naam komt twintig keer voor in de traktaten. In C.H. XVII is hij een priester die spreekt met een anonieme koning.
- Ammon is een koning en volgeling van Hermes Trismegistus. De naam is de Griekse variant van Amun of Amon-Ra, die werd geïdentificeerd met de wind, lucht en kosmische elementen. De slang Kneph, die de Grieken Agathodaimon noemden, was met hem verbonden. Ammon werd door de Grieken geassocieerd met Zeus en de geest (pneuma). Filosofen als Plato en Jamblichus beschouwden (koning) Ammon als spreekbuis van Thoth voor de Egyptenaren.
- Poimandres is de goddelijke geest die zich openbaart aan Hermes in C.H. I, waarin hij twaalf keer wordt genoemd. In andere hermetica wordt hij slechts tweemaal vermeld. Aan hem is de alternatieve titel van het Corpus ontleend.
- Nous is een geestelijk wezen dat kennis openbaart, vermoedelijk dezelfde figuur als Poimandres.
- Agathodaimon ('Goede Geest') is een onduidelijke figuur die terloops ter sprake komt in C.H. X §23, XII en XIII. Hij wordt geïdentificeerd met Nous en met de individuele beschermgeest (genius) van de mens. Ook is hij de leermeester van Hermes Trismegistus.

De namen wijzen op een Egyptische achtergrond, maar de oorspronkelijke mythologie is vervaagd. Zo werd Hermes gelijkgesteld aan Thoth, maar Tat is oorspronkelijk ook Thoth. Pseudo-Manetho en kerkvader Augustinus vermeldden dat Tat de zoon is van Hermes Trismegistus, de tweede Hermes, en dat die de zoon is van Agathodaimon, die weer de zoon is van Thoth, de eerste Hermes.

## Beschrijving van de traktaten
De nummering van de traktaten (logoi) gaat terug op vroegmoderne uitgaven en loopt van I tot en met XIV en van XVI tot en met XVIII. Dit suggereert dat traktaat XV ontbreekt, maar dat heeft in werkelijkheid nooit bestaan. De traktaten presenteren tezamen drie generaties van kennisoverdracht. Ten eerste van een goddelijk wezen (Poimandres, Nous, Agathodaimon) aan Hermes Trismegistus, ten tweede van Hermes Trismegistus aan Asclepius en Tat, en ten derde van Asclepius en Tat aan onder meer Ammon.
I. Poimandres. Hermes Trismegistus beschrijft zijn geestesgesteldheid. Dan verschijnt Poimandres. Die openbaart kennis over het ontstaan van de kosmos en de mens, maar ook over het einde van alles. Na het visioen eindigt Hermes met een dankgebed. Daarna wordt hij een profeet om de ontvangen leer te verbreiden.
II. Een algemeen gesprek van Hermes met Asclepius. Het begin van de dialoog is verloren gegaan, dus de tekst begint abrupt. Daarin wordt uitgelegd dat de kosmos zich beweegt binnen de grotere God, en dat die God transcendent en onkenbaar is. Wel kan hij 'Vader' en 'het Goede' worden genoemd.
III. Een gewijde verhandeling van Hermes. God is het begin en einde, komt overeen met de natuur, manifesteert zich daarin en houdt die gaande. Het leven op aarde wordt beïnvloed door de goddelijke sterren en planeten. Van een onsterfelijke ziel wordt niet gesproken, maar de mens leeft voort in de herinneringen van anderen dankzij zijn werken.
IV. Het Mengvat of De Eenheid. Deze dialoog tussen Hermes en Tat bestaat uit twee delen. In het eerste deel wordt de goddelijke geest (nous) als goddelijke gave toegevoegd aan de mens en zijn verstand (logos). Die nous kan bij wijze van prijs (het mengvat) verkregen worden als de hermeticus vroom leeft en zich op geestelijke ontwikkeling richt. In het tweede deel wordt over God als Eenheid gesproken in filosofische termen.
V. God: onzichtbaar en toch goed zichtbaar. In deze dialoog tussen Hermes en Tat wordt uitgelegd dat de eeuwige God kan worden gekend via zijn werken. Die kennis is een geschenk van God, die de vader en moeder is waarvoor geen enkele naam toereikend is en toch met alle namen aangeduid kan worden omdat alles uit hem voortkomt.
VI. Het Goede is alleen in God en nergens anders. Betoogd wordt dat de transcendente God verantwoordelijk is voor al het goede en dat hij het Goede en Mooie dus zelf is. Aangezien het Goede zich nergens anders bevindt, zijn de kosmos en het menselijke handelen slecht.
VII. Onwetendheid aangaande God: het grootste kwaad onder de mensen. Dit traktaat is een preek. De mens verkeert in een staat van dronkenschap als hij God niet kent. De weg tot kennis van God is een van licht en leidt tot het overstijgen van lichamelijke behoeften en ellende.
VIII. Van wat bestaat, vergaat niets. Er zijn alleen maar veranderingen, die ten onrechte als vernietiging en dood worden aangeduid. God en de kosmos, die een levend geheel is, gelden als eeuwig. De dood is slechts transformatie, want ook de ziel is onsterfelijk. De bouwstenen van het lichaam worden weer opgenomen in de natuur, en de ziel wordt opgenomen in de kosmos. De mens is een microkosmos die de macrokosmos weerspiegelt.
IX. Inzicht en waarneming. In deze dialoog wordt aan Asclepius uitgelegd dat inzicht en waarneming niet zonder elkaar kunnen, waarbij God de goede gedachten ingeeft, en demonen op aarde de slechte. Mensen die gericht zijn op het aardse en stoffelijke moeten onderscheiden worden van mensen die zich richten op het geestelijke. Uiteindelijk maken alle mensen echter deel uit van God, waar alles uit voortkomt en weer in wordt opgenomen. Inzicht hierin leidt tot rust.
X. Openbaring van de driewerf grote Hermes: Sleutel. Sleutel geeft aan dat de tekst een samenvatting is van hermetische leerstellingen. In deze dialoog tussen Hermes en Tat worden diverse hermetische leerstukken samengevat: het wezen van God, de kosmos, de mens, kennis over God en de weg tot God.
XI. De Geest spreekt tot Hermes. De Geest (Nous) is vermoedelijk hetzelfde wezen als Poimandres. In een dialoog bespreken de Geest en Hermes de verhouding tussen God en de kosmos. De kosmos beweegt en is ordelijk, en dus moet er een God als bron van zijn die beweegt en coördineert. God kan ervaren worden als de mens zich losmaakt van ruimte en tijd, en inziet dat alles een is.
XII. De Geest die het Al doordringt: gesprek van de driewerf grote Hermes met Tat. God openbaart zich in de kosmos, en die is een levende eenheid vol orde waarin geen dood voorkomt. De sterren beïnvloeden het aardse leven, maar omdat de menselijke geest van God komt, is de mens niet geheel onderworpen aan de sterren. Door de geestelijke toegang tot God staat de mens boven alle andere wezens. De geest is tegelijk aanwezig in de kosmos en de individuele mens, die hem tevens als genadegave van God kan krijgen.
XIII. De driewerf grote Hermes spreekt tot zijn zoon Tat. De geheime openbaring op de berg over de wedergeboorte en het gebod der geheimhouding. In deze dialoog tussen Tat en Hermes wordt Tat ingewijd in de hermetische kennis. Die gebeurtenis leidt tot een wedergeboorte, waarna een kosmische ervaring wordt beschreven.
XIV. Het wezen van het Al. De Driewerf grote Hermes schrijft deze brief aan Asclepius. Hij groet hem en wenst hem goede, geestelijke gezondheid. In deze brief staat een korte samenvatting van eerder behandelde leerstellingen. Van belang is de Maker van alles te leren kennen.
XVI. Aforismen. Een brief van Asclepius aan koning Ammon. De titel past niet goed bij de inhoud, want het gaat hier niet om een verzameling aforismen. Mogelijk gaat het om een latere toevoeging. Centraal staat de verhouding tussen God en de kosmos.
XVII. Beelden. Dit is een kort fragment van een dialoog tussen de priester Tat en een Egyptische koning, waarin de aanbidding van beelden centraal staat.
XVIII. Lofrede op het koningschap. Waarom de ziel zo geremd wordt door de tekortkomingen van het lichaam. De subtitel slaat niet op de inhoud. Het traktaat is opgebouwd volgens de regels van de Griekse retorica. De Liefde beweegt het heelal, en het lichaam wordt voorgesteld als hinderlijk voor de ziel en zijn ontwikkeling, waarna God en de koning geprezen worden om hun grootheid.

## Ontstaan

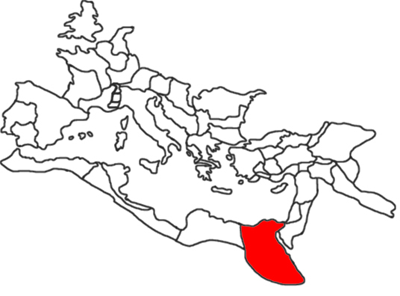
De Romeinse provincie Egypte.

De zeventien anonieme traktaten van het Corpus Hermeticum werden in Egypte geschreven in een hellenistisch milieu, vermoedelijk in Alexandrië. De 2e en 3e eeuw zijn een aannemelijke ontstaansperiode op grond van kennis van andere hermetica, verwijzingen naar de traktaten bij andere auteurs, en inhoudelijke, filosofische en religieuze kenmerken. Mogelijk circuleerden de traktaten in de oudheid al in collectievorm.

### Als collectie
De traktaten vormen geen hoofdstukken van één boek, maar zijn oorspronkelijke, afzonderlijke werken. De selectiecriteria voor de bundeling zijn niet bekend. De traktaten bevatten geen verwijzingen naar magie of alchemie, en nauwelijks naar astrologie. Aangezien het Corpus Hermeticum is overgeleverd via Byzantijnen, bestaat daarom de hypothese dat Byzantijnse geleerden voornamelijk filosofische hermetica bundelden. Een andere hypothese is dat Byzantijnse geleerden de traktaten hebben gezuiverd van verdachte, occulte elementen. Een argument daarvoor is dat in andere filosofische hermetica, zoals de Asclepius, magie en astrologie prominent aanwezig zijn.
Bundels zoals het Corpus Hermeticum hebben bestaan in de late oudheid. Onder andere C.H. V, X, XIII en XIV verwijzen daarnaar. Daardoor is het mogelijk dat de traktaten van het Corpus Hermeticum of delen daarvan in de late oudheid als collectie circuleerden. De vroegste vermelding van het Corpus Hermeticum als zodanig is echter van de Byzantijnse geleerde Michaël Psellus in de 11e eeuw. Het is onzeker of I-XIV een geheel vormden met XVI-XVIII, omdat in de eerste groep Hermes spreekt, en in de tweede groep Asclepius, Tat en een feestredenaar.

### Auteurs
Auteurschap is betrekkelijk, aangezien enkele auteurs wellicht ouder materiaal gebruikten. De auteurs van de afzonderlijke traktaten zijn geheel onbekend. Mogelijk hebben C.H. I en VII een gemeenschappelijke auteur door gedeelde kenmerken, zoals het beeld van onwetendheid als dronkenschap (C.H. I §27, C.H. VII §1). Het Grieks van traktaat III is gebrekkig en doet vermoeden dat de auteur niet Grieks was. De joodse invloed kan wijzen op een joodse auteur.

### Plaats

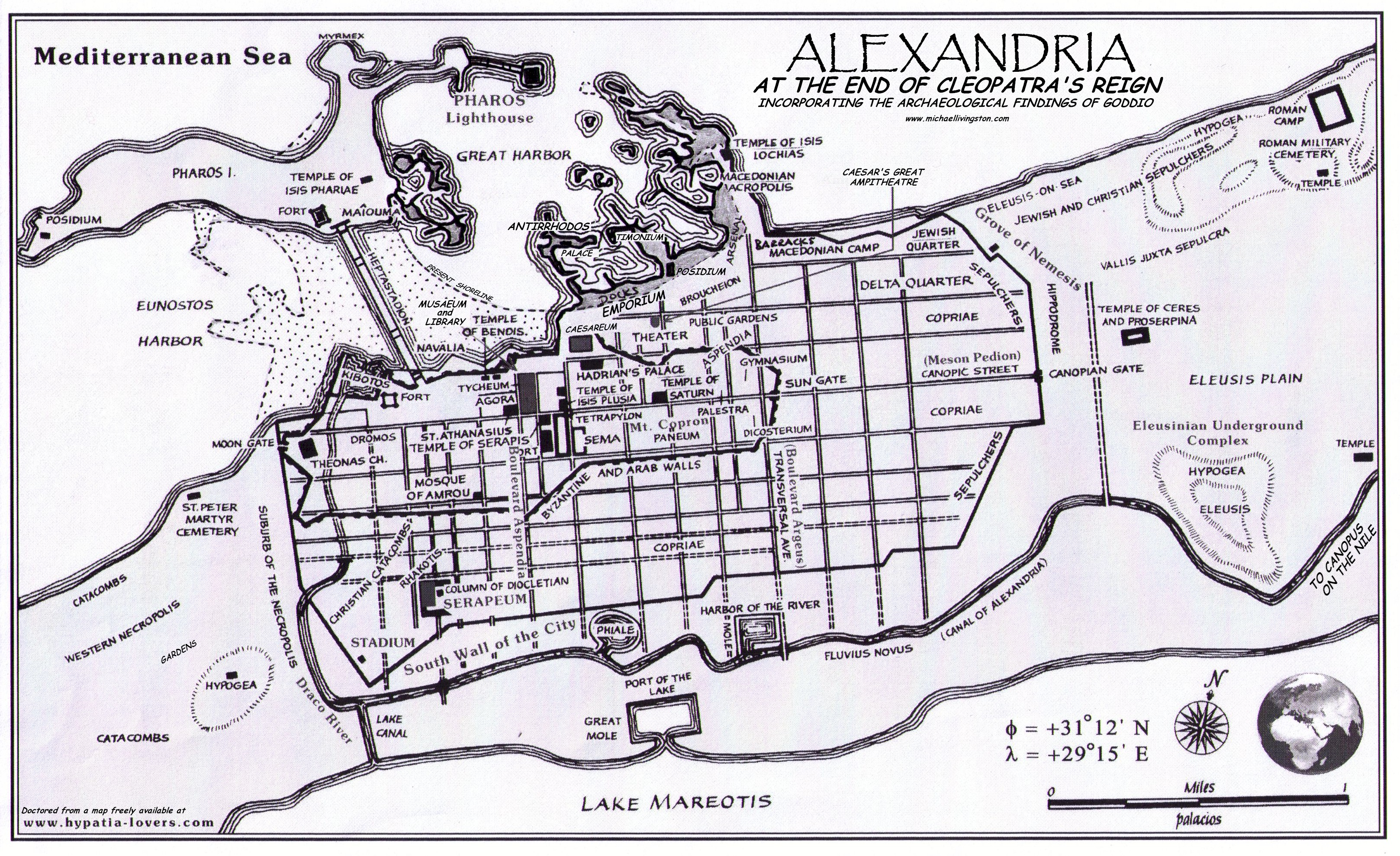
Alexandrië aan het einde van Cleopatra's heerschappij. De stad was een cultureel centrum en smeltkroes van verschillende tradities. Wellicht zijn diverse hermetica hier ontstaan.

Het hermetisme, in al zijn variaties, ontstond in Egypte. De sfeer in de traktaten is ook Egyptisch. De gegeven kennis in C.H. XVI §1 werd volgens de auteur vertaald uit het Egyptisch, en de dialoog van C.H. XVI vindt plaats in een Egyptische tempel. Wellicht waren beide een literair topos, te danken aan de overtuiging dat in de tempels oeroude kennis werd overgeleverd. Grieks-Egyptisch syncretisme was met name sterk in de meest gehelleniseerde delen zoals Alexandrië en Fayyum, en het hermetisme zelf is het resultaat van syncretisme. Egypte, met name Alexandrië, was tevens de plaats waar Griekse filosofie bekend was, het jodendom voorkwam, en gedachten en uitdrukkingsvormen leefden die voor vroege christenen en gnostici acceptabel waren.
Waarschijnlijk zijn de traktaten ontstaan in Alexandrië. Aan het begin van de christelijke jaartelling telde de stad waarschijnlijk 800.000 inwoners. Ze was etnisch heterogeen. Naast Egyptenaren en Grieken was er een Joodse gemeenschap van 150.000 mensen. De stad telde twee grote bibliotheken, het Museion en het Serapeion, waar Griekse fictie en non-fictie werd bewaard, evenals Egyptische, Hebreeuwse, Mesopotamische en mogelijk oosterse werken. De regio telde diverse intellectuele en religieuze stromingen, zoals de therapeutae en het neoplatonisme met hun esoterische tradities. In Alexandrië verschenen onder meer de Septuaginta (de Griekse vertaling van het Oude Testament) en orfica, occulte of mystieke werken toegeschreven aan Orpheus. Deze tradities, religies en filosofieën beïnvloedden het Corpus Hermeticum.

### Datering

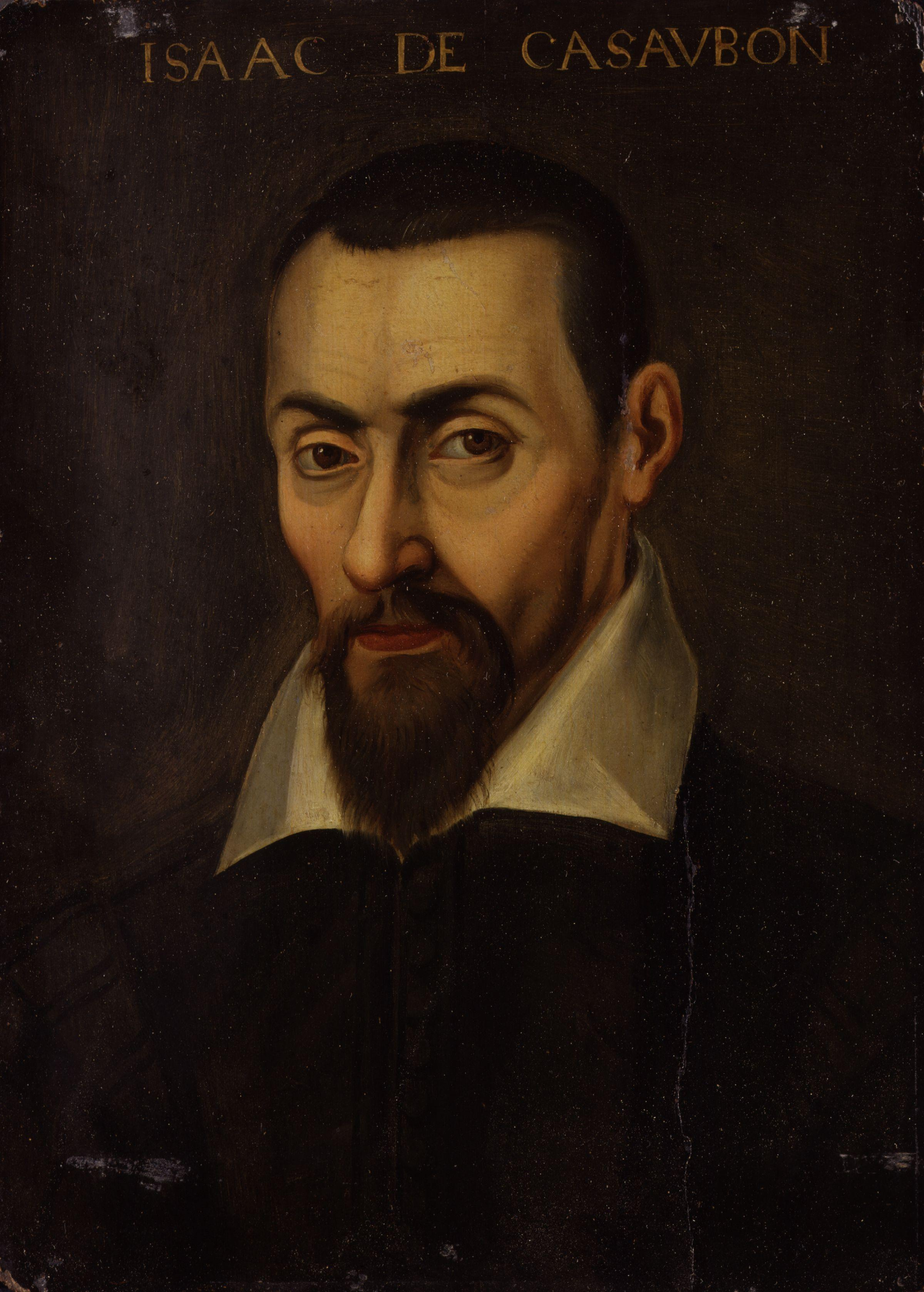
De Zwitserse geleerde Isaac Casaubon toonde in zijn Exercitationes ad Cardinalis Baronii prolegomena ad Annales (1614) aan dat de hermetica niet oeroud maar laat-klassiek waren. Hij was niet de eerste die hierover sprak en vond aanvankelijk niet veel gehoor, maar wist in de loop van de 17e eeuw steeds meer mensen te overtuigen van zijn opvatting.

Een preciezere datering dan de 2e en 3e eeuw is niet mogelijk, een periode waarin het begrip gnosis wijdverbreid was. Vanaf de oudheid geloofde men dat de traktaten oeroud waren, maar de Zwitserse classicus Isaac Casaubon toonde in 1614 aan dat het Corpus Hermeticum op filologische gronden moesten worden gedateerd in de eerste eeuwen na Christus. Voor die tijd worden hermetica namelijk niet geciteerd en wordt Hermes Trismegistus niet vermeld in de Griekse literatuur. Verder komen in de traktaten woorden en (filosofische) concepten voor die vaak alleen gebruikt werden door Griekse auteurs uit de late oudheid. De eerste auteurs die naar het Corpus Hermeticum verwijzen, waren actief in de late 3e eeuw en later.
De inhoud van de traktaten ondersteunt de datering. Er is invloed van het middenplatonisme, dat tussen de 1e eeuw v.Chr. en de 3e eeuw eclectisch was en elementen integreerde uit de stoïsche en joodse filosofie (zoals Philo van Alexandrië). De Romeinen roeiden het Alexandrijnse jodendom uit tijdens de Joodse opstand van 115-117. De invloed van traditioneel joodse en joods-esoterische ideeën in C.H. I, III en VII suggereert daarom dat deze teksten van voor de opstand zijn. Daarnaast past het personage Hermes Trismegistus bij de laat-klassieke religieuze tendensen, want in die tijd was men goed bekend met onduidelijk gedefinieerde, vergoddelijkte personen of halfgoden, zoals Orpheus, Herakles, Dionysus, Apollonius van Tyana, Mithras en Asclepius.
In welke volgorde de traktaten zijn verschenen is onduidelijk. Er bestaan mogelijk kruisverwijzingen en ontleningen in de teksten, maar dit blijft onzeker. In traktaat IX §1 staat dat het een vervolg is op de Volmaakte leer (Teleios logos), die ook bekend is via de filosofisch-hermetische Asclepius, maar een precieze datering daarvan bestaat niet. Diverse dateringen voor de afzonderlijke traktaten zijn voorgesteld, maar niet algemeen geaccepteerd. Wel wordt aangenomen dat C.H. I tot de oudste behoort. Mogelijk stamt C.H. IX uit de periode 280-300 en zijn C.H. X en XIII eveneens van late datum.

### Ontwikkeling van de traktaten
Ideeën of onderdelen van het Corpus Hermeticum kunnen stammen uit de 1e eeuw of vroeger. Zo bevatten de traktaten aforismen en hymnische passages, en het is bekend dat hermetische hymnen afzonderlijk circuleerden, maar het is onzeker of die hymnen zijn overgenomen uit de traktaten of dat in de traktaten losse hymnen zijn opgenomen. In Egyptische teksten was het aforisme (sbayt mtrw, 'wijsheidsspreuk') een bekende manier van kennisoverdracht tussen een 'vader' en een 'zoon', omdat intellectuele functies veelal erfelijk waren. Zo ontstonden verzamelingen van spreuken of stellingen: gnomologia. Aforistische kennisoverdracht kwam vaker voor in de late oudheid. Ook het Corpus Hermeticum heeft een aforistisch karakter, met stellingen die inhoudelijk los staan van omringende tekst of waar verhandelingen omheen zijn geschreven. C.H. XIV en C.H. XVI zijn bijvoorbeeld het resultaat van becommentarieerde aforismen.
| Hermetische definities IX, 4                                                                | Poimandres 18 |
| ------------------------------------------------------------------------------------------- | --- |
| Wie met zijn geest over zichzelf nadenkt, kent zichzelf, en wie zichzelf kent, kent het Al. | Laat de geestelijke mens inzien dat hij zelf onsterfelijk is en dat de zinnelijke liefde de oorzaak van de dood is, en laat hij al wat is kennen. |

## Vorm en stijl
Omdat het Corpus Hermeticum oorspronkelijk niet als eenheid is bedoeld, is er geen vooropgezet plan. Dit resulteert in afwisselende stijl, structuur en thematiek. Over het algemeen zijn de traktaten echter van filosofisch-religieuze aard en dus niet praktisch georiënteerd.

### Tekstgenres
Het Corpus Hermeticum bevat diverse tekstgenres. Veel traktaten zijn een didactische dialoog waarin de leraar de leerling onderwijst. Hermetica-onderzoeker A.J. Festugière meende dat daar de platonische dialoog aan ten grondslag lag, maar die visie is achterhaald. Didactische dialogen kwamen van oudsher ook buiten Griekenland voor. Verder zijn er betogende delen, hymneachtige stukken en aforismen die soms op zichzelf staan. Hymnen komen voor in C.H. I §31-32, V §10-11, XIII §17-19 en XIII §21, en staan in de Egyptische traditie. Tot slot zijn C.H. XIV en XVI brieven, en is C.H. VII een preek.

### Stijl
De auteurs gebruikten argumenten en technisch-filosofische termen die ontleend zijn aan de Griekse filosofie, maar deden dat op ongebruikelijke wijze. Geen enkel traktaat vormt een logisch betoog, want qua argumentatie blijven stellingen filosofisch gezien matig onderbouwd, en qua structuur is de overgang tussen punten soms associatief en abrupt. Tevens komen contradicties voor binnen dezelfde tekst. De doelstellingen van de hermetische auteurs zijn dan ook niet logisch-filosofisch, maar religieus. Een mogelijk doel van de incoherentie, contradictie en onlogische uiteenzetting is om de hermeticus een gevoel van transcendentie te geven: de waarheid ligt voorbij de verschillende logische standpunten.
Beknopte, leerzame uitspraken zijn typerend voor het Corpus Hermeticum. Deze aforismen zijn vaak filosofische stellingen die platonisch lijken en worden vaak niet toegelicht. Ook is hun positie niet altijd logisch. Hierdoor worden deze hermetische kernpunten religieuze gezegden. Ze lichten niets toe, maar associëren thema's met elkaar, roepen een bepaalde stemming op, zorgen ervoor dat de hermeticus zich focust, en vragen om meer interpretatiewerk. Een voorbeeld is C.H. XI §15:

De Eeuwigheid is een beeld van God, de Kosmos is een beeld van de Eeuwigheid, de zon van de Kosmos, de mens van de zon.

Sommige tekstdelen hebben een repetitief karakter, zoals een reeks retorische vragen. Vaak is het taalgebruik beknopt en de toon priesterlijk. Soms worden tevens paradoxen gebruikt. De preken worden getypeerd door het aanspreken van een groep, retorische vragen en priesterlijke formuleringen. Traktaat V §10-11 is een voorbeeld van herhaling en paradoxen: 

Wie zou u [God] dan ook naar waarde en adequaat kunnen prijzen? Waarheen moet ik mijn blik richten, wanneer ik u wil prijzen, naar boven, naar beneden, naar binnen of naar buiten? Want om u is geen enkele wijze van zijn of ruimte, noch iets anders wat bestaat. Alles bevindt zich in u, alles komt uit u voort. Gij geeft alles en neemt niets, want gij hebt alles en er is niets wat gij niet hebt.

Sommige delen van het Corpus Hermeticum hebben een hymnisch karakter. Hymneachtige delen zijn: het gehele C.H. III, C.H. V §10-11, C.H. IV §10-11, XI §5-8 en §20-22, XII §20-21, XIII §6 en §11, XIV §3-4. Bij de hymnen is geen sprake van klassiek versmaat, maar wel accentplaatsing en een vast aantal lettergrepen per regel.

## Thema's
De zeventien traktaten openbaren filosofisch-religieuze kennis en hebben tot doel om de hermeticus te helpen bij zijn spirituele groei. Die moet resulteren in het ontgroeien van de materiële wereld en in verlossing. Daarvoor worden theologie, kosmogonie, antropogonie, ethiek, verlossingsleer en eschatologie behandeld. Deze onderwerpen lopen door elkaar in het Corpus Hermeticum, dat geen sluitende, consistente leer biedt. Het hermetisme is dan ook heterogeen van aard en vormt geen duidelijk omschreven religie. Tegenstrijdigheden komen zowel tussen als binnen traktaten voor. Soms wordt de kosmos bijvoorbeeld voorgesteld als wezenlijk goed, maar soms ook als slecht (bijvoorbeeld in traktaat IV). Een ander voorbeeld is dat in traktaat I de zinnelijke liefde wordt beschouwd als oorzaak van de dood, terwijl de voortplanting in traktaat II wordt gezien als 'godvruchtige bezigheid'.
Een verklaring voor de diversiteit is om de visies van de afzonderlijke auteurs te duiden als respectievelijk monisme, dualisme, optimisme of pessimisme. Een alternatieve verklaring is dat de traktaten horen bij verschillende stadia van inwijding. Volgens deze visie wordt de hermeticus stapsgewijs ingewijd in de hermetische mysteriën, en is elk traktaat dus een voorbereiding op een volgend stadium. Een positieve kijk op de kosmos past dan bij een vroeg stadium, wanneer de lichamelijke behoeften van de hermeticus nog groot zijn, terwijl een negatieve kijk op de kosmos past bij een gevorderd stadium, waarin gestreefd wordt naar de bevrijding van de geest uit het lichaam.

### Filosofische hermetica
Technische hermetica gaan over bijvoorbeeld magie en astrologie, maar het Corpus Hermeticum bevat geen praktische, technische elementen, en behoort dus tot de filosofische hermetica. Die hermetica zijn beïnvloed door met name het stoïcisme en platonisme. De filosofie dient echter een religieus doel, namelijk geestelijke groei, het nastreven van een zuiver leven en het verkrijgen van gnosis. De rede hielp daarbij, maar de ultieme waarheid kon volgens de auteurs niet gevonden worden door filosofische redeneringen, maar door goddelijke openbaring. Daarom begint bijvoorbeeld het eerste traktaat, Poimandres, met een visioen.

### Eenheid
De stoïcijnen ontwikkelden het concept van sympathie, dat duidt op de levende, ondeelbare samenhang van de kosmos. De middenplatonici en hermetici namen dit begrip over. In de hermetica zijn God, de kosmos en de mens hiërarchisch en onlosmakelijk met elkaar verbonden. Ze staan in contact met elkaar en vormen een eenheid. Daarom zouden bijvoorbeeld sterren en planeten van invloed zijn op het aardse bestaan. De mens wordt in de hiërarchie voorgesteld als beeld van God, wat duidt op joodse invloed, terwijl alles dat bestaat, wordt voorgesteld als doordrongen van goddelijke levenskracht (pneuma). Toch komt het woord sympathie zelf slechts eenmaal voor in het Corpus Hermeticum.

### God
De hermetische God is transcendent, androgyn en de bron van alles. Hij bevat alles in zich, is ongeschapen en is door zijn androgynie in permanente staat van wording. Daardoor kan hij niet anders dan scheppen. Door deze eigenschappen geldt hij als het Ene en als het Goede. Zijn verhevenheid maakt hem wezenlijk onkenbaar, en daarom heeft hij verschillende namen. Hij schept niet vanuit het niets, maar vormt en ordent de materie die voorhanden is. Zo vloeit de kosmos uit hem voort en wordt die door hem levend. De hermeticus kan God zodoende leren kennen door het verwerven van kennis over de kosmos. In enkele traktaten wordt de kosmos voorgesteld als de negatieve tegenpool van de absoluut goede God. Die dualiteit is echter niet zo sterk als bij het gnosticisme. De kosmos is geen minderwaardig product van een Demiurg (platonische lagere scheppergod), maar wordt doorgaans beschreven als mooi en volmaakt.

### Mens
De mens staat in verbinding met God en de gehele kosmos. Hij is de belangrijkste onder de levende wezens op aarde, en hoewel hij niet perfect is, kan hij dit wel worden door zijn geestelijke vermogens. Zijn geest is dan ook zijn ware wezen, die in tegenstelling tot het lichaam onsterfelijk en geneigd tot het goede is.

### Gnosis en verlossing
Het verkrijgen van gnosis staat centraal. Gnosis betekent 'kennis', dat hier niet staat voor rationele, filosofische kennis, maar voor religieuze en mystieke kennis die wordt geopenbaard. De gnosis is kennis van het goddelijke, de aard van de menselijke ziel en de weg tot individuele verlossing. De mens wordt beschouwd als dronken en slaperig, want zijn zintuigen binden hem aan de materiële wereld en benemen het zicht op het goede en goddelijke. Die toestand kan worden doorbroken met zelfonderzoek en contemplatie. Daar komt, in tegenstelling tot het gnosticisme, geen strenge ascese bij kijken. De hermeticus zou tijdens zijn spirituele groei goddelijke kennis geopenbaard krijgen en bevrijd worden van de invloeden die demonen, het noodlot (heimarmenē) en het bovenmaanse (sterren en planeten) op de aarde hebben. Dat houdt een geestelijke wedergeboorte in. Hij wordt verheven en deelt in de creativiteit van God.

Doordat nu God de Geest androgyn is [...] bracht hij door een woord een andere Geest als Maker voort, die [...] een zevental Bestuurders [de planeten] maakte, die de waarneembare Kosmos met hun sferen omvatten. Hun bestuur noemt men Beschikking [heimarmenē].
— C.H. I, §9.

## Invloeden en overeenkomsten
Het Corpus Hermeticum vertoont veel invloeden van of overeenkomsten met contemporaine filosofische en religieuze stromingen. Dit eclectische karakter sluit het aan bij tendensen van de late klassieke oudheid, wanneer filosofie opschuift richting religie, religie opschuift richting filosofie, en diverse mysteriecultussen tot bloei komen. Dat betekent voor het Corpus Hermeticum dat hermetici de diverse wijsgerige en spirituele opvattingen slechts zagen als middelen tot hetzelfde doel. Christelijke invloed is er echter niet. Kenmerkend voor het hermetisme is de belofte van en zoektocht naar gnosis. Dit religieuze begrip dat wijdverbreid was in de Romeinse keizertijd en beperkte zich niet tot het hermetisme. Gnosis stond ook centraal in de diverse christelijke gnostische stromingen, het mandeïsme en manicheïsme.

### Griekse filosofie
Het Corpus Hermeticum is beïnvloed door het platonisme en stoïcisme. Het platonisme ontwikkelde zich in de eeuwen na Christus tot het middenplatonisme en vervolgens het neoplatonisme. Daarom hebben onderzoekers de traktaten tot halverwege de 20e eeuw geheel onderzocht en geduid in het licht van de Griekse filosofie. Van Egyptische invloed zou geen sprake zijn. Dit standpunt geldt sindsdien als overdreven.
De Griekse filosofische tradities waren in Egypte bekend binnen intellectuele kringen, maar kregen er een eclectisch karakter. Het platonisme dat de hermetici beïnvloedde, was ontwikkeld door de Alexandrijnse filosoof Eudorus (1e eeuw v.Chr.). Zijn middenplatonische filosofie verbond platonisme met theorieën van aristotelici, stoïci en neopythagoreeërs. Dit Griekse gedachtegoed werd echter niet diepgaand bestudeerd door hermetici, want uit het Corpus Hermeticum blijkt een oppervlakkige kennis. Ze gebruikten filosofische concepten om religieuze ideeën te verwoorden.
Platonische voorbeelden zijn nous ('geest'), demiurg ('schepper'), Anthropos (de middenplatonische Idee van de mens), en de neoplatonische gedachte dat geen grotere straf bestaat dan de eigen goddeloosheid (C.H. X, §20: schuld is de grootste straf, niet lichamelijk lijden). Stoïcijnse voorbeelden zijn Logos (een soort alomvattende goddelijke kracht), pneuma (niet 'geest', maar subtiele, 'hogere' materie die leven, bewegen en denken mogelijk maakt), sympathie (alles in de kosmos is met elkaar verbonden) en heimarmenē (noodlot, voorbeschikking). Een voorbeeld van een stoïsche doctrine is C.H. I, §5, waar wordt gesproken van een goddelijke Logos die de elementen scheidt en in beweging brengt.

Uit het licht daalde echter een heilig Woord af op de substantie en zuiver vuur sprong uit de vochtige substantie naar boven. [...] Maar zij [aarde en water] waren in beweging, omdat de bries van het Woord daar hoorbaar overheen ging.

### Jodendom

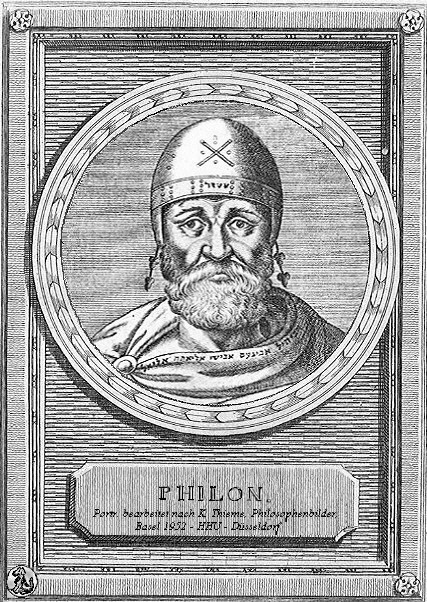
Philo van Alexandrië herinterpreteerde de Pentateuch in een esoterisch licht en behoorde daarmee tot een minder conservatieve groep gehelleniseerde joden. Hun denkbeelden waren van invloed op het hermetisme, zoals blijkt in bijvoorbeeld het Corpus Hermeticum.

Alexandrië kende een grote joodse gemeenschap die deels gehelleniseerd was. De eerste, derde, vierde en zevende traktaten van het Corpus Hermeticum vertonen duidelijk joodse invloed, maar andere traktaten vertonen die invloed niet. Het is mogelijk dat geseculariseerde joden deel uitmaakten van het hermetisme, althans voor de joodse opstand van 115-117.
Formuleringen zoals 'de ogen van het hart' in C.H. VII §1 zijn Bijbels (Efeziërs 1:18, II Korinthiërs 4:6; II Petrus 1:19). In hetzelfde traktaat komen formuleringen voor die verwant zijn aan Bijbelse interpretaties van Philo van Alexandrië. Hier wordt de zondvloed geherinterpreteerd als de ziel die overspoeld wordt door zonde en leed.

Want het kwaad der onwetendheid overstroomt de gehele aarde. Daardoor gaat de ziel, die in het lichaam opgesloten zit, met dat lichaam te gronde, zonder dat zij gelegenheid krijgt de havens van het behoud binnen te lopen.
— C.H. VII §1

Ook al word ik door een vloed overspoeld, ik word niet verzwolgen. Maar ik open de ogen van mijn ziel, waarvan ik dacht dat zij al verblind waren, toen ik alle hoop op een goede afloop had opgegeven, en ik word omstraald door het licht der wijsheid.
— Philo, De specialibus legibus III, 6.

Ook inhoudelijk zijn er ontleningen. De scheppingsmythe in C.H. I vertoont bijvoorbeeld parallellen met die in Genesis. In hetzelfde traktaat staat dat de aardse mens is geschapen door een hemelse mens (Anthropos). Die geldt als goddelijk prototype en is op zijn beurt geschapen door een 'Maker'. Dit is een afspiegeling van het beeld van de hemelse Mensenzoon in Daniël en de Evangeliën. Ezechiël 1:26 luidt: 'En boven het uitspansel dat boven hun hoofd was, [...] geleek op een troon. En op datgene wat op de troon geleek, was iets dat geleek op iemand die er uitzag als een aardse mens.' Toch is de Anthropos ook geïnterpreteerd als de middenplatonische Idee van de Mens.

### Egyptische elementen
Het Corpus Hermeticum vertoont Egyptische invloeden op het gebied van namen, formuleringen, stijl en ideeën. De namen Ammon, Tat, Trismegistus en Poimandres zijn van Egyptische oorsprong. Trismegistus gaat terug op de aanspreekvorm van Thoth. Poimandres is vaak vertaald als 'mensenherder', maar lijkt terug te gaan op het Egyptische p-eime nte-re, 'kennis van Re' de zonnegod. Verder zijn de figuren Hermes Trismegistus en Agathodaimon een versmelting van Griekse en Egyptische elementen. Tevens komt de uitdrukking 'het Ene en Enige' voor als benaming voor de hoogste goddelijke macht. Dit is een Egyptische aanspreekvorm voor de hoogste god.
De literaire aankleding is Egyptisch: dialogen vinden plaats in Egyptische tempels, en er wordt verwezen naar hiëroglyfen. De intieme maar hiërarchische leraar-leerlingrelatie die resulteert in de inwijding is ook typisch Egyptisch. Daarnaast gaan tekstvormen terug op Egyptische tradities, namelijk wijsheidsliteratuur en brieven van bijvoorbeeld priesters en profeten tot een koning, waarin een vermaning of profetie wordt meegedeeld. Het vijfde traktaat §6-7 vertoont overeenkomsten met de Egyptische Hymne aan Khnum.
Tot slot zijn er inhoudelijke aspecten. Allereerst is de lof op de voortplanting Egyptisch. Ten tweede is de androgynie van een god typisch Egyptisch en wordt bijvoorbeeld Amon-Ra zo voorgesteld. Dit denkbeeld komt voor in de traktaten I, V en VIII van het Corpus Hermeticum. Daar is de god degene die zichzelf deed ontstaan, zichzelf beweegt en voortdurend moet scheppen, omdat hij op die manier eeuwig en heel is. Tot slot is er het denkbeeld dat de wereld spontaan voortvloeit uit God de oerbron en dus niet geschapen is. Het ene komt vanzelf uit het andere voort. Dit heet emanatie.

### Gnostiek

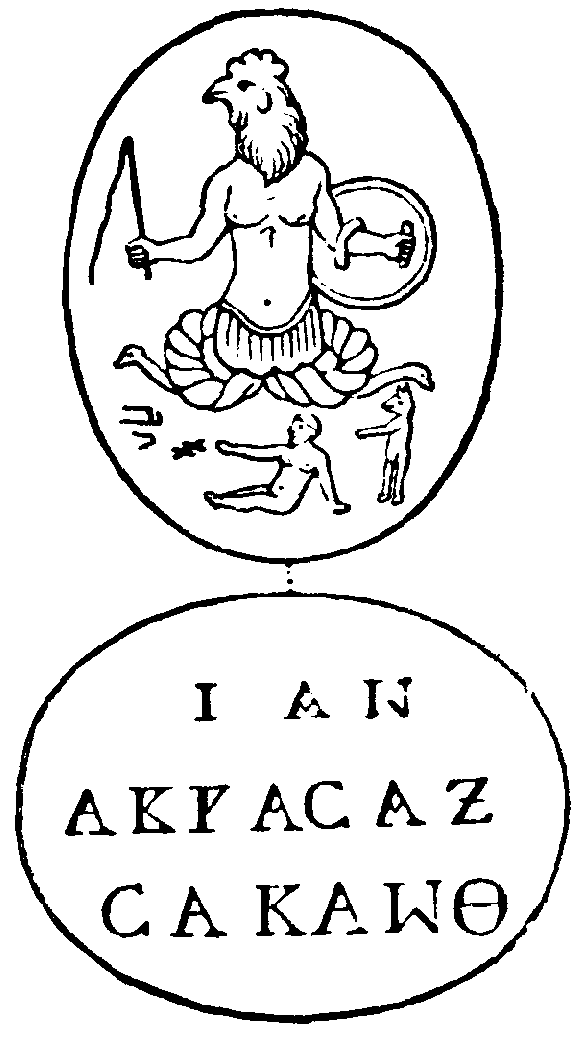
Een gnostische abraxassteen, voor- en achterzijde. Abraxas is een woord dat mystieke betekenissen heeft maar in een papyrus (PGM VIII. 1-63) ook geïnterpreteerd is als een naam voor Hermes. De gnostiek leefde in hetzelfde milieu als het hermetisme en heeft daar inhoudelijke raakvlakken mee.

Het hermetisme bestond tegelijk met diverse christelijke en niet-christelijke gnostische stromingen. Die vormden er niet de oorsprong van, maar er vond wel een wisselwerking plaats. Net als in de hermetica staan ook binnen het gnosticisme de inwijding, individuele ontwikkeling en gnosis centraal. Daarom komen naast gnostische teksten tevens hermetica in de Nag Hammadigeschriften voor. Een voorbeeld van parallellen tussen het Corpus Hermeticum en gnostische teksten is C.H. V §11: 'Gij zijt immers alles en iets anders bestaat niet, en wat niet bestaat, dat zijt gij ook!' Het gnostische Drie gestalten van de Eerste Gedachte (Nag Hammadi-codex XIII, 35, 30-32) heeft: 'Ik [God] ben het Al, want ik besta in iedereen en in elk ding'.
Een verschil tussen het hermetisme en gnosticisme is niettemin dat bij eerstgenoemde de notie ontbreekt van een van God afgescheiden macht die de mens kan verhinderen om tot gnosis te komen. Ook kennen gnostici een verlosser die de kwade krachten bestrijdt. Nog een verschil is dat de materiële wereld bij gnostici overwegend als slecht wordt gezien, terwijl die bij hermetici doorgaans als positief geldt.

### Orfisme

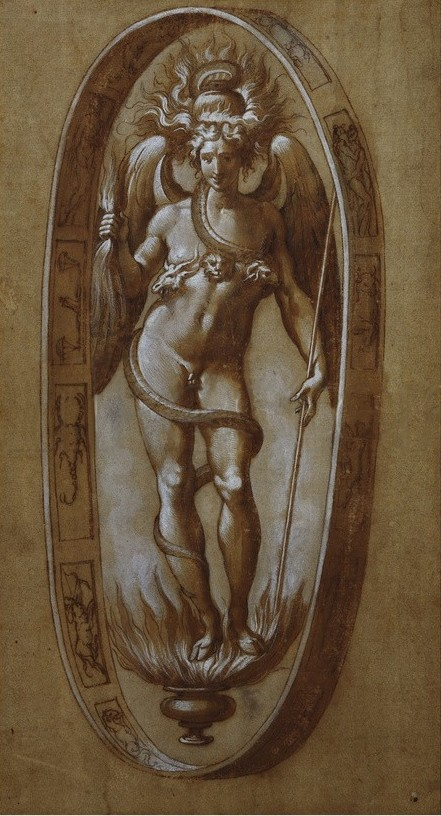
Phanes, ook bekend als Protogonos, was volgens de orfici de oergod. Hij was androgyn en werd de eerstgeborene genoemd, elementen die voorkomen in het Corpus Hermeticum.

Het orfisme had geen rechtstreekse invloed op het Corpus Hermeticum, maar er zijn summiere overeenkomsten. Het enige Griekse voorbeeld van een androgyne god is de orfische Phanes, maar die voorstelling is wellicht Egyptisch. De beschrijving van God als lichtbrenger en te groot om een naam te hebben in C.H. V §10 heeft parallellen in orfische bronnen. Dat geldt ook voor de voorstelling van de kosmos als een bol met handen en voeten in C.H. X §11. Het begrip eeuwigheid (Grieks: aiōn) komt in het Corpus Hermeticum dertig keer voor, maar met een goddelijke connotatie: 'Zo is dan de Eeuwigheid in God, de Kosmos in de Eeuwigheid, de tijd in de Kosmos, de wording in de tijd'. Dit is verwant aan de goddelijke Aiōn in het mithraïsme, de Tijd in het zurvanisme, de heimarmenē (het noodlot) in het stoïcisme en het concept aiōn bij de orfici. Tot slot heeft God in C.H. XII §8 het epitheton eerstgeborene. Dit werd gebruikt voor de Egyptische goddelijke wezens Khnum en Tum, maar ook voor Phanes.

### Theürgie
Theürgie was een Egyptische traditie met als doel het manipuleren van goddelijke krachten. Deze traditie bestond uit zeer geritualiseerde magische praktijken met liturgische elementen. Ze is verwant aan de Chaldeïsche orakelen en werd gepraktiseerd door een selecte groep van intellectuelen uit de sociale bovenlaag. Hoewel de theürgie weinig bekend werd bij het grote publiek, oefende ze invloed uit op esoterische kringen, waaronder het gnosticisme, stromingen binnen het jodendom en het hermetisme. Middels gnosis streefde men naar verlossing, en dat betekende vergoddelijking tijdens het leven. Dit blijkt ook uit C.H. I. Theürgie zou hier bij helpen. Passages als C.H. X §7 en de korte C.H. XVII tonen deze achtergrond.

## Overlevering en reputatie

### Oudheid
Er zijn geen handschriften van het Corpus Hermeticum uit de oudheid bewaard gebleven. Wel zijn citaten uit een paar traktaten overgeleverd in het werk van enkele klassieke auteurs. De belangrijkste bron is Johannes Stobaeus' Anthologium ('Bloemlezing', circa 500). Het werk telt veertig hermetische excerpten, waarvan er tien afkomstig zijn uit de traktaten II, IV en IX, maar uit niets blijkt dat Johannes alle zeventien traktaten als collectie kende.
De naam 'Trismegistus' wordt in de 2e eeuw en later gebruikt, en het eerste citaat uit theoretische hermetica is van Tertullianus, die in de vroege 3e eeuw actief was. Pas aan het eind van de 3e eeuw en later komen meer verwijzingen naar hermetica voor, in de Cohortatio ad Graecos (ooit toegeschreven aan Justinus de Martelaar), bij neoplatonisten als Jamblichus (Over de Egyptische mysteriën), de alchemist Zosimos van Panopolis (die C.H. I en IV kende) en bij de kerkvader Lactantius.

### Middeleeuwen
Het Corpus Hermeticum was niet in het Latijn overgeleverd en bleef onbekend in westelijk Europa gedurende de middeleeuwen, in tegenstelling tot de Asclepius. Ook in de Arabische landen kende men de collectie niet, ook niet soortgelijke teksten. Het Corpus Hermeticum zoals het nu bekend is, ontstond in de Byzantijnse periode. De geleerde Michaël Psellus verwijst ernaar in de 11e eeuw, terwijl de oudste bekende handschriften stammen uit de 14e eeuw. Een deel daarvan bevat enkel de eerste veertien traktaten, terwijl andere alle zeventien bevatten. Vermoedelijk hebben Byzantijnen de traktaten gezuiverd van occulte elementen. Voor de hymnen zijn overeenkomsten gevonden in de vroeg-Byzantijnse literatuur.

### Italiaanse renaissance

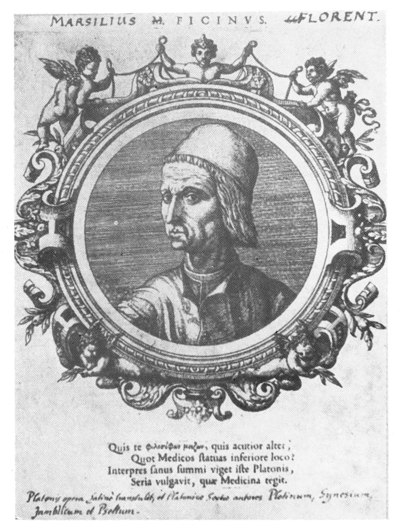
Marsilio Ficino (1433–1499), humanist en (neo)platonist. Hij was de eerste die het Corpus Hermeticum vertaalde en toegankelijk maakte voor West-Europese geleerden. Ook vertaalde hij Plato's oeuvre en werken van neoplatonisten.

In de 15e eeuw kwamen enkele handschriften in Italië terecht. De Griekse kardinaal Bessarion verkreeg een vrijwel compleet exemplaar in 1458 te Florence. Eveneens in Florence kreeg Cosimo de Medici een ander Grieks handschrift in handen van de monnik Leonardo van Pistoia in 1460. Dit exemplaar bevatte enkel de eerste veertien traktaten. Cosimo gaf de humanist en neoplatonist Marsilio Ficino de opdracht om die te vertalen naar het Latijn. De vertaling werd voltooid in 1463 maar pas in 1471 gepubliceerd onder de titel Pimander, naar de titel van het eerste traktaat.
Ficino had eerder de opdracht gekregen om het oeuvre van Plato voor Cosimo te vertalen, maar die opdracht moest worden onderbroken voor het Corpus Hermeticum. De reden hiervoor was de notie van philosophia perennis, 'eeuwige filosofie'. Die hield in dat overeenkomsten bestonden tussen diverse filosofieën en religieuze tradities, en dat daarin sporen zaten van een oeroude, geopenbaarde wijsheid. Humanisten vergeleken hermetica zoals het Corpus Hermeticum en de Asclepius bijvoorbeeld met de Pentateuch van Mozes, de Chaldeïsche orakelen, kabbala, uitspraken toegeschreven aan de sibillen en Orpheus, en het denken van Zarathustra, Pythagoras, Plato en de neoplatonisten. De vermeende auteur van de hermetica, Hermes Trismegistus, werd zodoende beschouwd als een wijsgeer die zijn kennis in oude tijden had geopenbaard en zo latere denkers en profeten had beïnvloed. Die vermeende overlevering noemde men prisca theologia, 'oude theologie'.

### Vroegmoderne tijd
De editie van Ficino werd diverse keren herdrukt als Pimander of een variant daarop, zoals Pymander en Poimandres. Tot 1641 verschenen 24 edities, met daarnaast nog fragmenten in andere boeken. Vanaf 1505 werd het Corpus Hermeticum ook geregeld samen met de Asclepius uitgegeven. In de loop van de 16e eeuw voegde men daar soms nog de hermetische excerpten aan toe uit de Anthologium van Johannes Stobaeus. Vertalingen van het Corpus Hermeticum verschenen in volkstalen zoals het Frans, Italiaans (1548), Nederlands (1607), Engels (1650) en Duits (1706).
Het Corpus Hermeticum werd een belangrijk onderdeel van de vroegmoderne esoterie. Intellectuelen zoals Francesco Giorgio, Giordano Bruno, Agrippa von Nettesheim, John Dee en Robert Fludd brachten het hermetisme in verband met magie, astrologie, alchemie, paracelcianisme, kabbala, rozenkruisers en het neoplatonisme. Het lag samen met andere hermetica aan de basis van het zogeheten Alexandrijnse neo-hermetisme (hermeticisme). Dit vond vooral verbreiding in Italië, Frankrijk, Duitsland en Engeland. Neoplatonisten zoals Francesco Patrizi pleitten ervoor om het (neo)platonisme en hermetica meer belang toe te kennen, wat op termijn ten koste ging van het aristotelisme.
Het boek gold vooral tot in de vroege 17e eeuw als een bron van oeroude, Egyptische wijsheid. Over de authenticiteit bestond wel twijfel bij sommigen. Bepalend was vooral het oordeel van Isaac Casaubon in 1614. In zijn De rebus sacris et ecclesiasticis exercitationes XVI beargumenteerde hij op filologische en theologische gronden dat het Corpus Hermeticum niet oeroud kon zijn. Hij vond het bovendien ondenkbaar dat God de komst van Christus al had voorspeld aan heidense profeten zoals Hermes. Tot slot wezen overeenkomsten met het platonisme volgens hem op beïnvloeding daarvan op het hermetisme, en niet andersom. Desondanks bleef het Corpus Hermeticum bij sommigen autoriteit genieten.
Er zijn drie vertalingen in het Nederlands. De eerste werd gemaakt in opdracht van de Antwerpse drukker Christoffel Plantijn, op basis van een Franse versie uit 1574. De vertaling werd echter niet gedrukt, uit schrik voor de op ketters jagende Spaanse bezetter. Een andere vertaling, Wonder-vondt van de eeuwighe bewegingh, werd in 1607 gedrukt door Jacob de Meester in Alkmaar. Een andere vertaling volgde in 1643 door drukker Nicolaes van Ravesteyn voor uitgever Abraham Willemsz van Beyerland in Amsterdam: de Sesthien boecken van den Voor-treffelijcken Ouden Philosooph Hermes Trismegistus. Deze uitgave werd in 1652 herdrukt. De theosoof Van Beyerland baseerde zijn vertaling op de editie van Patrizi. Eerder had hij het werk van theosoof Jacob Boehme vertaald en uitgegeven, en hij voegde uitvoerige theosofische commentaren toe aan de Sestien boecken.

### Verlichting en moderne tijd
Beyerlands vertaling vormde de basis voor de eerste Duitse vertaling in 1706. Gedurende de verlichting volgden nieuwe Duitse vertalingen, waaronder meer wetenschappelijke. Jacob Brucker publiceerde bijvoorbeeld Kurze Fragen aus der philosophischen Historie (Ulm, 1730-1736) en Historia critica philosophiae (Leipzig 1743), waarin hij een beschrijving gaf van het hermetische, theosofische, alchemistische en rozenkruisersliteratuur tot aan het begin van de 18e eeuw. Veel bibliotheken in Europa boden het overzichtswerk Historia critica philosophiae aan, zodat kennis over de stromingen bekend werd en bleef. In diezelfde periode leefde het hermetisme echter nauwelijks meer.
Vanaf halverwege de 19e eeuw verschenen opnieuw edities van het Corpus Hermeticum, maar deze zijn vooral van academische aard. Dat was tevens de periode van de 'occult revival' (herleving van occultisme) in met name Engeland, waarin esoterici en theosofen inspiratie haalden uit onder meer de hermetica. In Frankrijk en Italië was de wederopleving minimaal. In Duitsland verschenen nieuwe edities naast heruitgaven van andere occulte werken.

## Drukgeschiedenis
De drukgeschiedenis is als volgt.

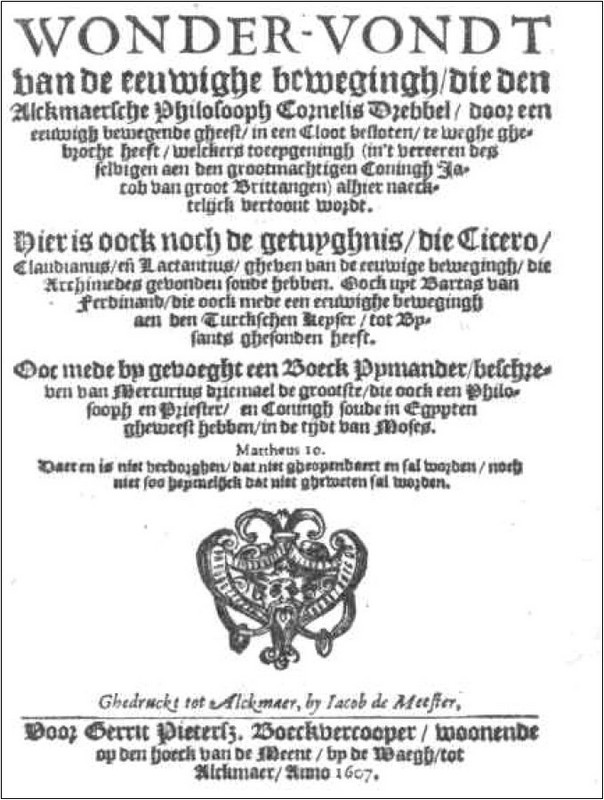
Eerste Nederlandse vertaling van het Corpus Hermeticum, 1607.

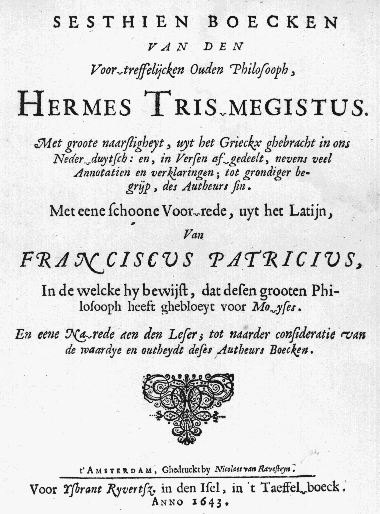
Corpus Hermeticum, Nederlandse uitgave uit 1643. Volgens het titelblad betreft het een vertaling van Francesco Patrizi's editie.

- 1471: De potestate et sapienta dei. Vertaald door Marsilio Ficino. Ferrara: Andreas Belfortis.
  - Herdrukt in 1472, 1481, 1491, 1493 en 1503.
- 1494: De potestate et sapienta dei. Parijs: Johannes Higman & Wolfgang Hopy. Geëditeerd door Jacques Lefèvre d’Etaples.
  - Mogelijk herdrukt in Venetië, 1517.
- 1505: Ludovico Lazzarelli. Crater Hermetis. Parijs: Henri I Estienne. Samen met de Asclepius.
- 1512: Apuleius. De asino aureo libelli XI. Florence: Filippo Guinta. Bevat de Asclepius en de Corpus Hermeticum-vertaling van Ficino. De reden dat De gouden ezel van Apuleius (circa 150 n.Chr.) tegelijk verschijnt met beide hermetische teksten, is omdat Apuleius zelf al geassocieerd werd met de hermetica. Zo zou hij de auteur zijn, dacht men, van de Asclepius. Dat kwam omdat hij in De gouden ezel onder andere toespelingen maakt op magie en riten, maar het ook expliciet voor magie opnam in zijn Apologia.
- 1516: Iamblichus. De mysteriis Aegyptiorum. Bevat het Corpus Hermeticum en de Asclepius. Venetië: Aldus Manutius en Andrea Torresano.
  - 1549, 1552, 1570, 1577 en 1607: herdrukken door Jean de Tournes, Lyon. Opnieuw in 1607, Genève.
  - 1556: herdrukt door Antonio Blado, Rome.
- 1532: Iamblichus. De mysteriis Aegyptiorum. Proclus. In Alcibiadem. De sacrificio. Bazel: Michael Isengrin. Geëditeerd door Jacques Lefèvre d’Etaples.
- 1538: Sebastian Franck. Die Guldin Arch. Augsburg: Heinrich Steiner. Bevat een Duitstalige parafrase van C.H. I.
- 1548: Il Pimandro, tradotto da Tommaso Benci in lingua Fiorentina. Florence: Lorenzo Torrentino.
  - Herdrukt in 1549.
- 1549: De la puissance et sapience de Dieu. Parijs: Estienne Groulleau.
  - Herdrukt in 1557.
- 1554: Poimandres/Poemander, seu de potestate ac sapienta divina. Parijs: Guillaume Morel voor Adrien Turnebus.
- 1554: Poimandrès. Asklepiou horoi pros Ammona basilea […] Poemander, seu de potestate ac sapientia divina. Aesculapii. Parijs: Adrien Turnebus.
- 1560: Sebastian Franck. Die gulden arcke. Emden: Willem Gaillard. Nederlandse vertaling van de uitgave uit 1538.
- 1574: Pimandras utraque lingua restitutus, D. Francisci Flussatis Candellae industria. Bordeaux: Simon Millanges.
- 1574: Le Pimandre nouvellement traduict de l’exemplaire grec restitue en langue francoyse par F. de Foyx. Bordeaux: Simon de Millanges.
- 1579: Le Pimandre. Traduit par François Foix de Candalle. Bordeaux: Simon de Millanges. Herziene versie van Foix de Candalles vorige editie.
  - Herdrukt door Abel l'Angelier in Parijs, 1587.
- 1584-1590: Pymander. Krakau: Lazarus. Geëditeerd door Hannibal Roselli. Gebaseerd op de tekst van Ficino. Zes delen.
  - Herdrukt door Peter Cholinus in Keulen, 1630.
- 1591: Francesco Patrizi. Nova de universis philosophia. Bevat het Corpus Hermeticum en de Asclepius. Ferrara: Benedetto Mammarelli.
  - 1593: twee keer herdrukt in Hamburg.
- 1607: Wonder-vondt van de eeuwighe bewegingh. Alkmaar: Jacob de Meester. Eerste Nederlandse vertaling in druk.
- 1643: Sesthien boecken van den Voor-treffelijcken Ouden Philosooph Hermes Trismegistus. Amsterdam: Nicolaes van Ravesteyn. Tweede Nederlandse vertaling in druk.
  - Herdrukt in 1652.
- 1650: John Everard. The divine Pymander. Londen: Thomas Brewster & Gregory Moule. Engelse vertaling van Patrizi's editie.
  - Herdruk in 1657 en in 1884.
  - 1894: herdruk. W. Wynn Wescott. The Pymander of Hermes. Deel twee van de Collectanea Hermetica.
- 1706: Wolf Freiherr (Alethophilo). Erkäntnüss der Natur Und Des darin sich offenbarhenden Grossen Gottes. Hamburg: Samuel Heyl & Gottfried Liebezeit. Eerste volledige vertaling van het Corpus Hermeticum in het Duits.
  - Herdrukt in 1786 en in 1855.
- 1723: Michiel Vinke. De zilveren arke. Haarlem: Izaäk Enschedé.
- 1737: Hermann von der Hardt. Antiquitatis gloria. Helmstedt: Paul Dietrich Schnorr. Bevat een parafrase van C.H. I.
- 1781: Dieterich Tiedemann. Poemander. Berlijn en Szczecin: Friedrich Nicolai. Duitse vertaling van het Corpus Hermeticum, onafhankelijk van Freiherrs versie uit 1706.
- 1854: G. Parthey. Poemander. Berlijn. Nieuwe Latijnse vertaling naar verschillende Griekse uitgaven.
- 1866: Louis Ménard. Hermès Trismégiste Traduction complète. Parijs. Franse vertaling van C.H. I-XIV en andere hermetica.
  - Herdrukt in 1867.
- 1882: John David Chambers. Hermes Trismegistus. The theological and philosophical works. Edinburgh.
- 1904: Richard Reitzenstein. Poimandres. Studien zur Griechisch-Ägyptischen und frühchristlichen Literatur. Leipzig: 1904. Eerste kritische editie van C.H. I, VII en XVI-XVIII.
- 1906: G.R.S. Mead. Thrice-Greatest Hermes. Studies in Hellenic Theosophy and Gnosis. Londen. Drie delen.
- 1920: Georges Gabory. Le Pimandre. Vertaling van C.H. I-XIV.
- 1924-1936: Walter Scott. Hermetica. Oxford. Vier delen.
- 1945-1954: A.D. Nock & A.J. Festugière. Corpus Hermeticum. Eerste kritische editie waarin ook andere hermetica zijn opgenomen. Voor het onderzoek is hun editie een standaardwerk.[5]
- 1960-1965: J. van Rijckenborgh. De Egyptische oer-gnosis en Haar roep in het Eeuwige Nú. Haarlem. Vier delen. Besproken in het licht van de Lectorium Rosicrucianum.
- 1974: M. Lietaert Peerbolte. Poimandres. Deventer. Vertaling van C.H. I in het licht van transpersoonlijke psychologie.